# Leucania arizanensis
Leucania arizanensis là một loài bướm đêm trong họ Noctuidae.